# Roland Curram
Roland Curram (Londres, 6 de junio de 1932–1 de junio de 2025) fue un actor inglés, conocido por participaciones en televisión y cine.

## Biografía
Se entrenó en el Bognor Regis Repertory Theatre.
En 1964 se casó con la actriz Sheila Gish, con quien tuvo dos hijas las actrices Lou Gish y Kay Curram, años más tarde, en 1985, Sheila y Ronald se divorciaron. El 20 de febrero de 2006 su hija Lou murió víctima de cáncer.
Actualmente vive con su compañero Greg Doran, con quien lleva más de 19 años.

## Carrera
Roland ha publicado tres novelas "Man on the Beach" en 2004, "The Rose Secateurs" en 2007 y "Mother Loved Funerals" en 2010.
En 1963 apareció en la serie Dixon of Dock Green donde interpretó al oficial de la policía Oficial "Robbo" Roberts, un año después apareció nuevamente en la serie ahora interpretando a Jerry durante el episodio "Missing". Ese mismo año interpretó a Simon Lacey en la película británica Silent Playground.
En 1965 interpretó al soldado de la primera clase Gentry en la serie Redcap. Ese mismo año interpretó a Malcolm, el compañero de viaje de Diana Scott (Julie Christie) en la película Darling. Un año después en 1966 apareció como invitado en un episodio de la serie The Avengers donde dio vida a Vincent East.
En 1975 se unió al elenco de la película Rime of the Ancient Mariner donde interpretó al poeta y filósofo inglés Samuel Taylor Coleridge, uno de los fundadores del Romanticismo en Inglaterra. Un año después apareció en la serie Bouquet of Barbed Wire donde dio vida a Rupert Warner.
En 1979 apareció como invitado en la primera temporada de la serie Terry and June donde interpretó a Brian Pillbeam, el molesto vecino de Terence "Terry" Medford (Terry Scott) y June Medford (June Whitfield).
En 1989 interpretó al marqués de St. Fraycourt en la miniserie Till We Meet Again, protagonizada por Michael York y Hugh Grant.
En 1992 se unió al elenco recurrente de la serie Eldorado donde dio vida al expatriado Freddie Martin hasta 1993.
En 2001 apareció como invitado en la serie médica Holby City donde interpretó a Ted Carver.

## Filmografía
Series de televisión
| Año         | Título                            | Personaje                | Notas                                         |
| ----------- | --------------------------------- | ------------------------ | --------------------------------------------- |
| 2001        | Holby City                        | Ted Carver               | episodio "Borrowed Time"                      |
| 1995        | Doctor Finlay                     | Stanley Woodcock         | episodio "Old Flames"                         |
| 1992 - 1993 | Eldorado                          | Freddie Martin           | 26 episodios                                  |
| 1992        | Moon and Son                      | Maurice Gautier          | episodio "GI Joe Is Missing"                  |
| 1990        | Freddie and Max                   | Tony Fleming             | episodio # 1.6                                |
| 1989        | Till We Meet Again                | Marqués de St. Fraycourt | 2 episodios - miniserie                       |
| 1988        | The Bretts                        | Guy Benson               | episodio "I've Got You Under My Skin"         |
| 1987        | Tandoori Nights                   | Jack                     | episodio "The Captains and the Kings Depart"  |
| 1984        | Bird of Prey 2                    | Mr. Adrian               | 2 episodios                                   |
| 1984        | Pull the Other One                | Mr. Henry                | episodio "Grandma Steals the Show"            |
| 1979 - 1981 | Big Jim and the Figaro Club       | Harold Perkins           | 6 episodios                                   |
| 1981        | Bognor                            | Graymer Burton           | 2 episodios                                   |
| 1979        | Terry and June                    | Brian Pillbeam           | 3 episodios                                   |
| 1979        | Turning Year Tales                | -                        | episodio "Big Jim and the Figaro Club"        |
| 1978        | Some Mothers Do 'Ave 'Em          | Mr. Roland Quincy        | episodio "Scottish Dancing"                   |
| 1976        | The Crezz                         | Terry                    | 5 episodios                                   |
| 1976        | Bouquet of Barbed Wire            | Rupert Warner            | 5 episodios                                   |
| 1975        | Churchill's People                | Comprador de Esclavos    | episodi o"The Lost Island"                    |
| 1974        | The Capone Investment             | Bunty                    | 5 episodios                                   |
| 1974        | Dial M for Murder                 | Jerome                   | episodio "Contract"                           |
| 1973        | Late Night Theatre                | Esposo                   | episodio "My Secret Husband"                  |
| 1973        | Armchair 30                       | Barry Strap              | episodio "Harry Sebrof's Story"               |
| 1971        | Softly Softly: Task Force         | Fox                      | episodio "Cash and Carry"                     |
| 1970        | The Misfit                        | Vernon                   | episodio "On Being British"                   |
| 1970        | ITV Saturday Night Theatre        | Archie Bowers            | episodio "Wolly Wenpol, the Complete Works"   |
| 1970        | Randall and Hopkirk (Deceased)    | Jennings                 | episodio "Could You Recognise the Man Again?" |
| 1969        | Dear Mother...Love Albert         | Norman Borwick           | episodio "The Verge of Stardom"               |
| 1969        | The Wednesday Play                | Toby Oath                | episodio "The Mark II Wife"                   |
| 1969        | ITV Playhouse                     | Terence                  | episodio "End of Story"                       |
| 1969        | Rogues' Gallery                   | Lord Hervey              | episodio "A Bed-Full of Miracles"             |
| 1969        | Nana                              | Faucherty                | 2 episodios - miniserie                       |
| 1967        | The Informer                      | Peter Larosse            | episodio "Study in the Nude"                  |
| 1966        | Out of the Unknown                | Ronnie Cash              | episodio "Second Childhood"                   |
| 1966        | King of the River                 | Western                  | episodio "Keeping the Spirit Alive"           |
| 1966        | The Avengers                      | Vincent East             | episodio "Honey for the Prince"               |
| 1965        | Public Eye                        | Peter Mason              | episodio "The Morning Wasn't So Hot"          |
| 1965        | Redcap                            | Soldado Gentry           | episodio "The Patrol"                         |
| 1963        | Dixon of Dock Green               | Oficial "Robbo" Roberts  | episodio "The Bitter Taste of Youth"          |
| 1963        | Z Cars                            | Norbert                  | episodio "The Kiter"                          |
| 1963        | Suspense                          | Doug                     | episodio "Last Race, Ginger Gentleman"        |
| 1963        | The Edgar Wallace Mystery Theatre | -                        | episodio "Incident at Midnight"               |
| 1962        | Maigret                           | -                        | episodio "The Crooked Castle"                 |
| 1962        | BBC Sunday-Night Play             | Harry Brown              | episodio "Six Men of Dorset"                  |
| 1962        | No Hiding Place                   | Vince Farina             | episodio "Car in Flames"                      |
| 1961        | They Met in a City                | Georgie Price            | episodio "A Bride in the Morning"             |
| 1958 - 1960 | ITV Television Playhouse          | Varios Personajes        | 4 episodios                                   |
| 1959        | BBC Sunday-Night Theatre          | Jim Taylor               | episodio "It's an Ill Wind"                   |
| 1958        | The Sky Larks                     | Teniente Copper          | 2 episodios                                   |

Películas
| Año  | Título                      | Personaje               | Notas                                                                 |
| ---- | --------------------------- | ----------------------- | --------------------------------------------------------------------- |
| 1998 | Parting Shots               | Lord Selwyn             | junto a John Cleese, Bob Hoskins, Diana Rigg & Ben Kingsley           |
| 1975 | Rime of the Ancient Mariner | Samuel Taylor Coleridge | junto a Geoffrey Hutchings, Miriam Margolyes & Michael Redgrave       |
| 1965 | Darling                     | Malcolm                 | junto a Julie Christie, Laurence Harvey, Dirk Bogarde & Helen Lindsay |

Publicaciones
| Año  | Título                | Notas  |
| ---- | --------------------- | ------ |
| 2010 | Mother Loved Funerals | novela |
| 2007 | The Rose Secateurs    | novela |
| 2004 | Man on the Beach      | novela |

Teatro
| Año  | Obra                                       | Personaje | Director (a)    | Teatro              | Notas                                                            |
| ---- | ------------------------------------------ | --------- | --------------- | ------------------- | ---------------------------------------------------------------- |
| 1986 | Ross                                       | -         | Garfield Morgan | Old Vic Theatre     | junto a Simon Ward, David Langton & Ernest Clark                 |
| 1982 | Design for Living                          | -         | Alan Strachan   | Greenwich Theatre   | junto a Maria Aitken, Gary Bond & Ian Ogilvy                     |
| 1968 | The 47 Loyal Ronin                         | -         | -               | -                   | -                                                                |
| 1968 | The Fishing Wives                          | -         | -               | -                   | -                                                                |
| 1968 | The Miracle at the Tsubosaka Kannon Temple | -         | -               | -                   | -                                                                |
| 1968 | The Subscription List                      | -         | -               | -                   | -                                                                |
| 1968 | The Double Suicide at Sonezaki             | -         | -               | -                   | -                                                                |
| 1967 | Of Mice and Men                            | -         | Bernard Hepton  | Leatherhead Theatre | junto a Bernard Gallagher & Brian Coburn                         |
| 1957 | Mother Goose                               | -         | Guy Vaesen      | Connaught Theatre   | junto a Douglas Byng, Eve Lister, Ann Lancaster & Rosalie Ashley |
| 1954 | Carrington V.C.                            | -         | -               | Playhouse Theatre   | junto a Robert Eddison, Peter Barker & Joy Wood                  |